# Arundínia (Arundineae)
Les arundínies (Arundineae) són una tribu de la subfamília de les arundinòdies, família de les poàcies.

## Classificació
La subfamilia Arundinoides té 9 tribus:
- Tribu Amphipogoneae:Comprèn 2 gèneres:
  - Amphipogon
  - Diplopogon
- Tribu Aristideae:Comprèn 3 gèneres:
  - Aristida
  - Sartidia
  - Stipagrosti
- Tribu Arundineae:Comprèn 7 gèneres:
  - Arundo
  - Dichaetaria
  - Gynerium
  - Hakonechloa
  - Molinia
  - Phragmites
  - Thysanolaena
- Tribu Cyperochloeae:Comprèn 1 gèneres:
  - Cyperochloa
- Tribu Danthonieae:Comprèn 37 gèneres:
  - Alloeochaete
  - Centropodia
  - Chaetobromus
  - Chionochloa
  - Cortaderia
  - Crinipes
  - Danthonia
  - Danthonidium
  - Dregeochloa
  - Duthiea
  - Elytrophorus
  - Erythranthera
  - Habrochloa
  - Karroochloa
  - Lamprothyrsus
  - Merxmuellera
  - Metcalfia
  - Monachather
  - Monostachya
  - Nematopoa
  - Notochloë
  - Pentameris
  - Pentaschistis
  - Phaenanthoecium
  - Plinthanthesis
  - Poagrostis
  - Prionanthium
  - Pseudodanthonia
  - Pseudopentameris
  - Pyrrhanthera
  - Rytidosperma
  - Schismus
  - Sieglingia
  - Styppeiochloa
  - Tribolium
  - Urochlaena
  - Zenkeria
- Tribu Eriachneae:Comprèn 2 gèneres:
  - Eriachne
  - Pheidochloa
- Tribu Micraireae:Comprèn 1 gèneres:
  - Micraira
- Tribu Spartochloeae:Comprèn 1 gèneres:
  - Spartochloa
- Tribu Steyermarkochloeae:Comprèn 2 gèneres:
  - Arundoclaytonia
  - Steyermarkochloa

## Gèneres[2]
- Arundo
- Dichaetaria
- Gynerium
- Hakonechloa
- Molinia
- Phragmites
- Thysanolaena